# محمد رفلی
محمد رفلی (انگلیسی: Muhammad Rafli؛ زادهٔ ۲۴ نوامبر ۱۹۹۸) بازیکن فوتبال است.
از باشگاه‌هایی که در آن بازی کرده‌است می‌توان به باشگاه فوتبال آرما اشاره کرد.
وی همچنین در تیم‌های ملی فوتبال زیر ۲۳ سال اندونزی، و اندونزی بازی کرده‌است.